# Deutsche Reichspartei
Il Deutsche Reichspartei (DRP, traducibile come: Partito del Reich tedesco, Partito imperiale tedesco o Partito dell'Impero tedesco) è stato un partito politico nazionalista, di estrema destra e successivamente neonazista nella Germania Ovest. Venne fondato, nel 1950, dal Partito Tedesco di Destra (in tedesco Deutsche Rechtspartei), che era stato istituito in Bassa Sassonia nel 1946 e aveva cinque membri nel primo Bundestag.

## Storia

### Formazione
Il DRP venne istituito nel 1950 quando la maggioranza dei membri della Deutsche Rechtspartei del Bundestag aveva deciso di creare una rete di partiti più formale con il nome DRP. Il nuovo partito assorbì i "Democratici Nazionali", un gruppo scissionista dell'Assia. e prese il nome da un precedente gruppo omonimo che esisteva durante il periodo dell'Impero tedesco. I tre vicepresidenti iniziali, Wilhelm Meinberg, Otto Hess e Heinrich Kunstmann, erano stati tutti membri del Partito Nazista. Dal 1951 il gruppo pubblicò il proprio giornale Reichsruf ("Chiamata del Reich").

### Sviluppo
Il partito si indirizzò verso un esplicito neonazismo, nel 1952, quando il Partito Socialista del Reich (SRP) fu dichiarato anticostituzionale e sciolto dalla Corte costituzionale federale di Germania. La maggior parte dei suoi membri entrò poi a far parte del DRP. La presenza di Hans-Ulrich Rudel, nel 1953, era vista come un segno distintivo del partito come la nuova forza del neonazismo e aveva stretti legami con Savitri Devi e il misticismo nazista.
La stabilità sotto il cancelliere Konrad Adenauer dell'Unione Democratica Cristiana e la crescita sperimentata durante il Wirtschaftswunder fecero sì che il DRP lottasse per il sostegno, raggiungendo in media solo l'1% dei voti nazionali nelle elezioni federali del 1953, 1957 e 1961. L'unico grande passo avanti del partito venne realizzato nel 1959 alle elezioni regionali per la Renania-Palatinato, dove ottenne il 5,1% dei voti e quindi fu in grado di eleggere deputati all'assemblea. 
Nel 1962 il partito prese parte a una conferenza internazionale di gruppi di estrema destra tenuta a Venezia da Oswald Mosley e si iscrisse come membro del suo Partito Nazionale d'Europa.  Questa iniziativa non decollò, come Mosley aveva sperato, poiché pochi dei partiti membri, incluso il DRP, erano interessati a cambiare il loro nome in National Party of Europe, come aveva sperato. Uno degli ultimi atti del partito, nel 1964, fu la sponsorizzazione di un tour in Germania del controverso storico americano David Hoggan.

### Scomparsa
La mancanza di successo nazionale, tuttavia, indusse i leader del DRP a cercare di estendere ulteriormente la loro influenza e presero contatto con i leader di altri partiti di destra come il partito tedesco e il suo successore (in seguito alla fusione di tale organizzazione con il blocco tutto tedesco, Lega degli espulsi e privati dei diritti), il Gesamtdeutsche Partei alla ricerca di stretti legami. Fu presto deciso che era auspicabile un'unione più formale con altri gruppi di destra. Tennero la loro conferenza finale del partito a Bonn, nel 1964, nella quale votarono per formare una nuova unione di "forze democratiche nazionali". Il partito venne simbolicamente liquidato, con la costituzione del Partito Nazionale Democratico Tedesco (NPD) subito dopo. 